# 伊萬尼夫卡 (日托米爾州貝雷濟夫卡市鎮)
50°17′46″N 28°32′24″E / 50.29611°N 28.54000°E
伊萬尼夫卡（烏克蘭語：Іванівка）是位於烏克蘭北部的村莊，由日托米爾州日托米爾區的貝雷濟夫卡市鎮負責管轄。該村始建於1908年，面積1.81平方公里，海拔高度224米，2001年人口1,637，人口密度每平方公里903.92人。